# 동탄 나들목
동탄 나들목(Dongtan IC)은 경기도 화성시 중동에 설치된 수도권제2순환고속도로의 1번 나들목이다. 2022년 3월 21일에 개통되었다.

## 연혁
- 2016년 12월 27일 : 이천 ~ 오산고속도로 신설을 위해 화성시 도시계획시설 교통광장에 동탄면 중리 일원을 동탄 나들목으로 고시[1]
- 2022년 3월 21일 : 수도권제2순환고속도로 동탄 ~ 곤지암 구간 개통과 함께 통행 개시[2]

## 구조물 정보
진입로와 진출로가 따로 합류되는 구조인 점에서 구 순창 나들목과 유사한 점이 있으나 전체적인 나들목 형태는 호원 나들목과 유사하다. 진출입로는 향후 건설될 국가지원지방도 제84호선,동탄치동천로 로 접속된다. 인근에 국가지원지방도 제23호선이 지나나 교량 구간으로 통과하고 있어 접속하지 않는다.
- 위치 : 경기도 화성시 중동

- 영업소: 경기도 화성시 풀무골로 69

## 접속하는 도로
- 국가지원지방도 제84호선
- 동탄치동천로